# Municipio de West Taylor
El municipio de West Taylor (en inglés: West Taylor Township) es un municipio ubicado en el condado de Cambria en el estado estadounidense de Pensilvania. En el año 2000 tenía una población de 862 habitantes y una densidad poblacional de 56.7 personas por km².

## Geografía
El municipio de West Taylor se encuentra ubicado en las coordenadas 40°22′47″N 78°53′25″O / 40.37972, -78.89028.

## Demografía
Según la Oficina del Censo en 2000 los ingresos medios por hogar en la localidad eran de $25,046 y los ingresos medios por familia eran $29,083. Los hombres tenían unos ingresos medios de $27,102 frente a los $20,417 para las mujeres. La renta per cápita para la localidad era de $14,396. Alrededor del 14,2% de la población estaban por debajo del umbral de pobreza.